# 岛本站 (曼谷)
岛本站（音素換寫：S̄t̄hānī teāpūn，皇家轉寫：Sathani Tao Poon，泰語發音：[sā.tʰǎː.nīː tāw pūːn]）為曼谷地铁（MRT）位于曼谷挽賜縣岛本立交的一个车站。车站于2016年8月6日随曼谷地鐵紫線开通而启用，並於2017年8月11日成为曼谷地鐵紫線和曼谷地鐵蓝線的换乘车站。

## 车站构造
| U4 | 4號月台               | MRT 往空曼派（曼頌）              |
| U4 | 島式月台，左/右側開門 |                                   |
| U4 | 3號月台               | MRT 往空曼派（曼頌）              |
| U3 | 側式月台，左側開門    | 側式月台，左側開門                |
| U3 | 1號月台               | MRT 往曼瓦（挽賜）                |
| U3 | 2號月台               | MRT 下車專用月台                  |
| U3 | 側式月台，左側開門    |                                   |
| U2 | 大堂                  | 1-4號出口、遊客中心、售票機、商店 |
| G  | 地面                  | 巴士站、Phiman市場                |

- 车站大堂
- 紫线站台
- 通往站台的扶梯
- 4号出口

## 免费接驳巴士
曼谷地铁蓝线通車至本站前终点为挽赐站，因此本站曾有开往地铁挽赐站的免费接驳巴士以供乘客换乘。本站成為換乘站後，該接駁巴士已於2017年8月12日結束服務。

## 接驳交通

### 巴士
曼谷大众运输机构运营线路
- Pracharat Sai 2 #Pracha Chuen line 5 50 65 66 97
- Pracharat Sai 2 #Bang Pho line 5 30 51 66 505
- Bangkok-Nonthaburi line 30 50 51 65 97 505